# Sericostoma indivisum
Sericostoma indivisum là một loài Trichoptera trong họ Sericostomatidae. Chúng phân bố ở miền Cổ bắc.